# Astronidium
Astronidium és un gènere de plantes pertanyents a la família Melastomataceae.

## Taxonomia
El gènere va ser descrit per Asa Gray i publicat en United States Exploring Expedition [15] 1: 581. 1854.
- Astronidium aneityense
- Astronidium angulosum
- Astronidium anomalum
- Astronidium banksianum
- Astronidium basinervatum
- Astronidium biakense
- Astronidium bracteatum
- Astronidium brassii
- Astronidium carolinense
- Astronidium circumscissum
- Astronidium confertiflorum
- Astronidium constrictum
- Astronidium cuneatum
- Astronidium degeneri
- Astronidium floribundum
- Astronidium fragilissimum
- Astronidium fraternum
- Astronidium glabratum
- Astronidium glabrum
- Astronidium inflatum
- Astronidium infundibulare
- Astronidium insulare
- Astronidium kasiense
- Astronidium laeve
- Astronidium lemafaense
- Astronidium lepidopunctatum
- Astronidium lepidotum
- Astronidium ligulatum
- Astronidium loloruense
- Astronidium macranthum
- Astronidium mammiforme
- Astronidium micranthum
- Astronidium miraculum-dei
- Astronidium montanum
- Astronidium morobiense
- Astronidium muscosum
- Astronidium navigatorum
- Astronidium novae-ebudaense
- Astronidium novae-hannoverae
- Astronidium novoguineense
- Astronidium ovalifolium
- Astronidium palauense
- Astronidium pallidiflorum
- Astronidium pallidum
- Astronidium parviflorum
- Astronidium pickeringii
- Astronidium ponapense
- Astronidium pseudoparviflorum
- Astronidium puberulum
- Astronidium rhaphidifolium
- Astronidium robustum
- Astronidium saccatum
- Astronidium salomonense
- Astronidium samoense
- Astronidium saulae
- Astronidium sessile
- Astronidium sessilifolium
- Astronidium sinuosum
- Astronidium storckii
- Astronidium subcordatum
- Astronidium subvaginatum
- Astronidium sudestense
- Astronidium tomentosum
- Astronidium uncinatotessellatum
- Astronidium vaginatovillosum
- Astronidium vanikoroense
- Astronidium variabile
- Astronidium victoriae